# Campionatul de fotbal din Guam
Campionatul de fotbal din Guam (sau BGMSL) este o competiție profesionistă pentru cluburi de fotbal, localizată în primul eșalon al sistemului de ligi ale fotbalului din Guam. 

## Echipele sezonului 2009-2010
- Bank of Guam Crushers
- Carpet Masters
- Guam Shipyard
- NO KA OI
- Paintco Strykers
- Quality Distributors

## Campionate după club
| Club                                                            | Număr de campionate |
| --------------------------------------------------------------- | ------------------- |
| Guam Shipyard (și cu denumirile Staywell, Coors Light, G-Force) | 9                   |
| Quality Distributors                                            | 4                   |
| University of Guam                                              | 4                   |
| Tumon Soccer Club (incluzând Tumon Taivon)                      | 2                   |
| Anderson Soccer Club                                            | 1                   |
| Guam U-18                                                       | 1                   |

## Foste campioane
| - 1990: University of Guam - 1991: University of Guam - 1992: University of Guam - 1993: University of Guam - 1994: Tumon Taivon (Tamuning) - 1995: G-Force (Continental Micronesia) - 1996: G-Force - 1997: Tumon Soccer Club - 1998 Total: Anderson Soccer Club - 1998 Vara: Anderson Soccer Club - 1998 Toamna: Island Cargo - 1999 Total: Coors Light Silver Bullets - 1999 Vara: Carpet One - 1999 Toamna: Coors Light Silver Bullets - 2000 Total: Coors Light Silver Bullets - 2000 Vara: Coors Light Silver Bullets - 2000 Toamna: Navy - 2001 Total: Staywell Zoom - 2001 Vara: Coors Light Silver Bullets - 2001 Toamna : Staywell Zoom | - 2002 Total: Guam Shipyard - 2002 Vara : Guam Shipyard - 2002 Toamna: Guam Shipyard - 2003 Total: Guam Shipyard - 2003 Vara : Guam Shipyard - 2003 Toamna: Guam Shipyard - 2004 Total: Guam U-18 - 2004 Vara : Guam U-18 - 2004 Toamna: Guam U-18 - 2005 Total: Guam Shipyard - 2005 Vara: Guam Shipyard - 2005 Toamna: Guam Shipyard - 2006 Total: Guam Shipyard - 2006 Vara: Guam Shipyard - 2006 Toamna: Guam Shipyard - 2007 Vara: Quality Distributors - 2007/08: Quality Distributors - 2008/09: Quality Distributors - 2009/10: Quality Distributors |

## Câștigătorii Goal-den Boot
| Sezon       | Jucător                      | Echipă                                | Goluri |
| ----------- | ---------------------------- | ------------------------------------- | ------ |
| 2005        | Randy Espinosa Eric Sotto    | Guam U-19 Guam U-16                   | 12     |
| 2006        | Zach Pangelinan              | Guam Shipyard                         | 10     |
| Spring 2007 | Eric Sotto                   | Guam U-19                             | 16     |
| 2007/08     | Ashton Surber                | NO KA OI                              | 20     |
| 2008/09     | Min Sung Choi                | Paintco Strykers                      | 35     |
| 2009/10     | Min Sung Choi Matthew Welton | Paintco Strykers Quality Distributors | 28     |